# 시마네현도 제44호선
44번 시마네현도(일본어: 島根県道44号西郷都万郡線→시마네현도 44호 사이고-쓰마코리 선)는 시마네현 오키군 오키노시마정의 시모니시에서 고리까지 이어주는 현도이자 주요 지방도 노선이다.

## 노선 정보
- 기점: 시마네현 오키군 오키노시마정 시모니시 (485번 국도와 교차)
- 종점: 시마네현 오키군 오키노시마정 고리 (485번 국도와 교차)

## 연혁
- 1993년 5월 11일: 건설성에서 이 현도인 사이고 쓰마코리 선을 주요 지방도로 승격 및 지정

## 지리
- 통과하는 지자체: 오키군 오키노시마정
- 교차하는 도로: 다음과 같음.
  - 국도: 485번 국도
  - 현도: 43번 시마네현도, 316번 시마네현도
- 연선: 다마와카 스미코토 신사, 미즈와카스 신사